# Трновска школа
Трновска школа је термин који означава културноисторијски период у Бугарској за време Другог царства (1185–1396). Школа је тесно повезана са успоном и падом Бугарске.
Иако је Друго бугарско царство било потресено ратовима, устанцима, узурпацијама властољубивих феудалних господара, архитектура, уметност и књижевност, музика и духовни живот бележили су развој. Рестаурацијом Бугарског царства 1185. византијски утицај на бугарску уметност је престао, а уметност Првог бугарског царства настављена. Трновска уметничка школа развијала се не само у дворским школама око нове престонице Царства - Трнова, чије име носи. Битна одлика која Трновску школу чини различитом од византијске уметности јесте богатство декоративних тенденција.
Падом Видина после победе Турака у Никопољској бици 1396. пало је Друго бугарско царство а са њом и његова уметност. Културна достигнућа која су у 14. веку била видљива у свим областима људског стваралаштва, допринела су бугарском уделу европске цивилизације.

## Историја
Средином 12. века бугарски цареви су васпоставили политичку и војну моћ, која им је на културном пољу омогућила градњу бројних цркава, манастира и дворова широм Царства. Трново је у средњем веку важило за једно од најзначајнијих ходочасних места на Балканском полуострву. За савременике Трново у исто време било Јерусалим, Рим и Константинопољ. Бројне реликвије светаца, међу којима светог Саве, светог Димитрија Солунског, свете Петке, светог Ивана Рилског биле су похрањене овде, у грађевинама подигнутим специјално у ту сврху. У 13. и 14. веку врхунац су достигли и сликарство и украшавање књига. Њихови представници прекорачили су правила традиционалног иконописања.
Надирањем Осланлија бугарски писари, архитекте, сликари и грађевинари склонили су се из Трнова, Видина, Добруџе у околне земље (Србију, Влашку, Молдавску, Трансилванију и Русију) и извршили знатан утицај на њихов културни развој (нпр. Константин Филозоф код Срба). Само неколико ремек дела (грађевина, икона, рукописа) из периода процвата бугарске културе преживело је вишевековну владавину Османлија. Многа од њих налазе се изван Бугарске.

### О архитектури
- Aleksandar Popow, Jordan Aleksiew: Царстващият град Търновград. Археологически проучвания. Наука и изкуство, София 1985.
- Маргарита Коева: 2000 години християнство. Православни храмове по българските земи (XV - средата на ХХ в.), Акад. изд. проф. Марин Дринов, 2002
- Reinhardt Hootz: Kunstdenkmäler in Bulgarien. Ein Bildhandbuch. Deutscher Kunstverlag.
- Nikolaj Owtscharow: „Tarnovgrad - die zweite Weltstadt nach Konstantinopel.”. 2006. ISBN 978-954-516-584-9. Недостаје или је празан параметар |title= (помоћ). In: Geschichte Bulgariens. Kurzer Abriss. Lettera Verlag, Plowdiw.